# Crazy Comedy Cover Contest
De Crazy Comedy Cover Contest is een jaarlijks comedy-evenement in de Minardschouwburg in Gent, waarop bekende Vlaamse comedians stukken comedy brengen van hun helden en voorbeelden.
Het evenement vindt plaats sinds 2005. De wedstrijdvorm is eerder symbolisch. In de eerste jaren kreeg de winnaar een kleine geldprijs, sinds 2011 is deze vervangen door een wisselbeker. Sinds 2010 wordt een samenvatting van de wedstrijd uitgezonden op de Vlaamse televisiezender Acht.

## Jaargangen

### 2011
| Artiest                          | Cover               |
| -------------------------------- | ------------------- |
| Filip Haeyaert (Ygor) (winnaar)  | Rocco Granata       |
| Jelle De Beule en Lieven Scheire | Mannen van de Radio |
| Piet De Praitere                 | Stephen Hawking     |
| Bas Birker                       | Bert Koster         |
| Sebastien Dewaele (Jezus)        | Dany Boon           |
| Piv Huvluv en Guga Baúl          | André van Duin      |
| William Boeva                    | Han Solo            |

Jury: Freddy De Vadder, Patrick De Witte, Jean Blaute

Presentatie: Gunter Lamoot

### 2010
| Artiest                                                                 | Cover                             |
| ----------------------------------------------------------------------- | --------------------------------- |
| Sebastien Dewaele (Jezus) (winnaar)                                     | Coluche                           |
| Filip Haeyaert (Ygor)                                                   | Roodkapje                         |
| Lieven Scheire                                                          | Steven Wright                     |
| Arnout Van den Bossche                                                  | Bill Cosby                        |
| Ter Bescherming van de Jeugd, Han Coucke, Begijn le Bleu en Maya Albert | Jiskefet (Debiteuren Crediteuren) |
| Wannes Cappelle en Dries Helsen                                         | De Pak De Poen Show               |
| Koen De Poorter                                                         | Gili                              |
| Veerle Malschaert                                                       | Tim Foncke                        |
| Piv Huvluv                                                              | Neerlands Hoop                    |

Jury: Freddy De Vadder, Patrick De Witte, Jean Blaute

Presentatie: Gunter Lamoot

### 2009
| Artiest                               | Cover                           |
| ------------------------------------- | ------------------------------- |
| Gunter Lamoot (winnaar)               | Dave Allen                      |
| Lieven Scheire                        | Ronald Goedemondt               |
| Joost van Hyfte                       | Freddy De Vadder                |
| Han Coucke                            |                                 |
| Steven Mahieu                         |                                 |
| Gili                                  | Derren Brown                    |
| Piet De Praitere en Veerle Malschaert | The League of Gentlemen (Tubbs) |

Jury: Freddy De Vadder, Patrick De Witte, Liv Laveyne

Presentatie: Sebastien Dewaele (Jezus)

### 2008
| Artiest                    | Cover                                              |
| -------------------------- | -------------------------------------------------- |
| Piet De Praitere (winnaar) | Kamagurka (Kamiel Kafka)                           |
| David Galle                | Piet De Praitere (Dikke Gilbert De La Tourette)    |
| Raf Coppens                | Urbanus                                            |
| Luc Dufourmont             | Piet De Praitere (Etienne met het Open Verhemelte) |
| Peggy Van Dooren           | Theo Maassen                                       |
| Arbi el Ayachi             | Han Solo                                           |

Jury: Freddy De Vadder 

Presentatie: Wim Willaert

Band: Kapotski

### 2007
| Artiest                                               | Cover            |
| ----------------------------------------------------- | ---------------- |
| Ter Bescherming van de Jeugd en David Galle (winnaar) | Poelmo           |
| Quint Meuleman                                        | Jochem Myjer     |
| Veerle Malschaert                                     | Bill Hicks       |
| Gili                                                  | Joseph Dunninger |
| Philippe Geubels                                      | Freddy De Vadder |
| Lara Soft                                             | Ursula Martinez  |
| Guga Baúl                                             | Gunter Lamoot    |
| Begijn le Bleu                                        | Hans Teeuwen     |
| Bubblicious                                           | Theo en Thea     |

Jury: Freddy De Vadder, Patrick De Witte, Jelle De Beule, Liv Laveyne 

Presentatie: Alexander Devriendt

Band: Kapotski

### 2006
| Artiest              | Cover                                              |
| -------------------- | -------------------------------------------------- |
| Hertenkamp (winnaar) | Kreatief met Kurk                                  |
| Thomas Logghe        | Hans Teeuwen                                       |
| Piet De Praitere     | Hans Teeuwen                                       |
| Ivan Boeckmans       | Piet De Praitere (Etienne met het Open Verhemelte) |
| Gunter Lamoot        | Eddie Izzard                                       |
| Wannes Cappelle      | Willem Vermandere                                  |
| Han Coucke           | Freddy De Vadder                                   |

Jury: Freddy De Vadder, Patrick De Witte, Urbanus, Tom Kestens 

Presentatie: Alexander Devriendt

Band: Kapotski

### 2005
| Artiest                                            | Cover        |
| -------------------------------------------------- | ------------ |
| Gunter Lamoot (winnaar)                            | Toon Hermans |
| Neveneffecten                                      | Monty Python |
| Piet De Praitere (Etienne met het Open Verhemelte) | Urbanus      |